# Apomecyna nivipicta
Apomecyna nivipicta là một loài bọ cánh cứng trong họ Cerambycidae.